# Nikolaj Nikolaevič Romanov (1831-1891)
Nikolaj Nikolaevič Romanov (San Pietroburgo, 8 agosto 1831 – Alupka, 25 aprile 1891) era il settimo figlio, terzo maschio, dell'imperatore Nicola I di Russia e dell'imperatrice Aleksandra Feodorovna. Noto anche come Nicola il Vecchio per distinguerlo dal figlio Nicola il Giovane, come Feldmaresciallo guidò le armate russe sul Danubio nella guerra turco-russa.

## Biografia

### Infanzia ed educazione
Nacque il 8 agosto 1831 a San Pietroburgo dallo zar Nicola I di Russia e dalla zarina Aleksandra Feodorovna.
I suoi genitori si impegnarono affinché i figli avessero un'ottima formazione: per Nikolaj lo zar optò per una carriera militare, nominandolo appena nato colonnello onorario nei Lanceri ed arruolandolo nel battaglione delle Guardie. Soldato per gran parte della sua vita, prese per la prima volta attivamente servizio nell'esercito durante la Guerra di Crimea, ventunenne, partecipando alla battaglia di Inkerman (1854). Avendo mostrato interesse per l'ingegneria militare nel 1856 venne nominato ispettore generale del Genio e nel 1864 divenne comandante della Guardia Imperiale. Nel 1873 accompagnò suo fratello Alessandro II a Berlino all'incontro dei tre imperatori (russo, tedesco ed austriaco).

### Carriera militare
Il punto più alto della sua carriera fu la Guerra Russo-Turca del 1877-1878, quando fu nominato Comandante in capo delle truppe russe sul Danubio, nonostante la sua fama di stratega fosse molto bassa. Il granduca non si distinse particolarmente nelle prime fasi del conflitto, e poco dopo iniziò una serie di sconfitte delle truppe che comandava: dopoché i Russi persero la Rumelia e furono sconfitti a Pleven, Nikolaj fu in pratica rimosso per ordine imperiale, benché in teoria rimase comandante. La vittoria dei suoi sottoposti gli permise di prendere parte alla vittoria di Adrianopoli ed alla pace di Santo Stefano, benché, terminata la guerra, venne criticato per non aver puntato su Costantinopoli quando il suo quartier generale si trovava proprio ad Adrianopoli. A questo si aggiunse il notevole imbarazzo di essere stato accusato di irregolarità finanziarie, di aver ricevuto tangenti e di avere frodato soldi al governo.
In ogni caso suo fratello Alessandro II lo promosse come Comandante della regione militare di San Pietroburgo, Feldmaresciallo Generale, Ispettore Generale della Cavalleria e Ispettore Generale del Genio: figura militare influente, fece parte anche del Consiglio di Stato.

### Granduca di Russia

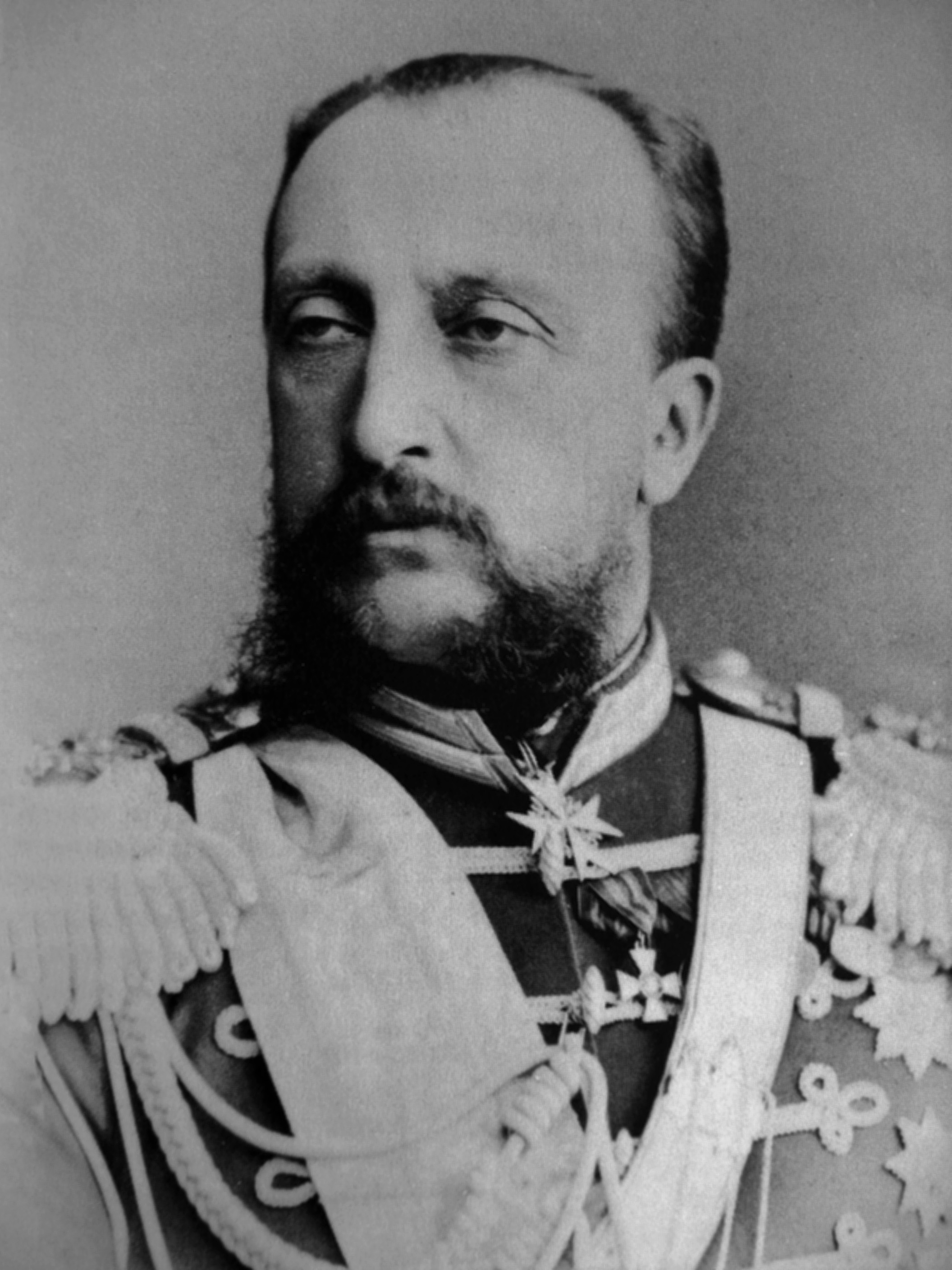
Il granduca Nicola il Vecchio.

Alto, forte e con un lungo naso sottile, Nikolaj Nikolaevič non era né bello né molto intelligente. Grandissimo viveur, Nikolaj “amò tutte le donne tranne sua moglie", scrisse un suo contemporaneo. Amava la vita militare, la caccia [3], era un noto buongustaio, era esperto di bestiame, cani di razza, allevamento di cavalli, pesca e di caccia. Nella sua residenza lussuosa a San Pietroburgo, il Palazzo Nikolaevskij, costruito fra il 1853 ed il 1861, i cavalli erano un tipico soggetto di conversazione. Si dedicò con impegno a gestire le sue proprietà, ma non riuscì ad ottenere affetto da coloro che gli erano vicini.

### Matrimonio

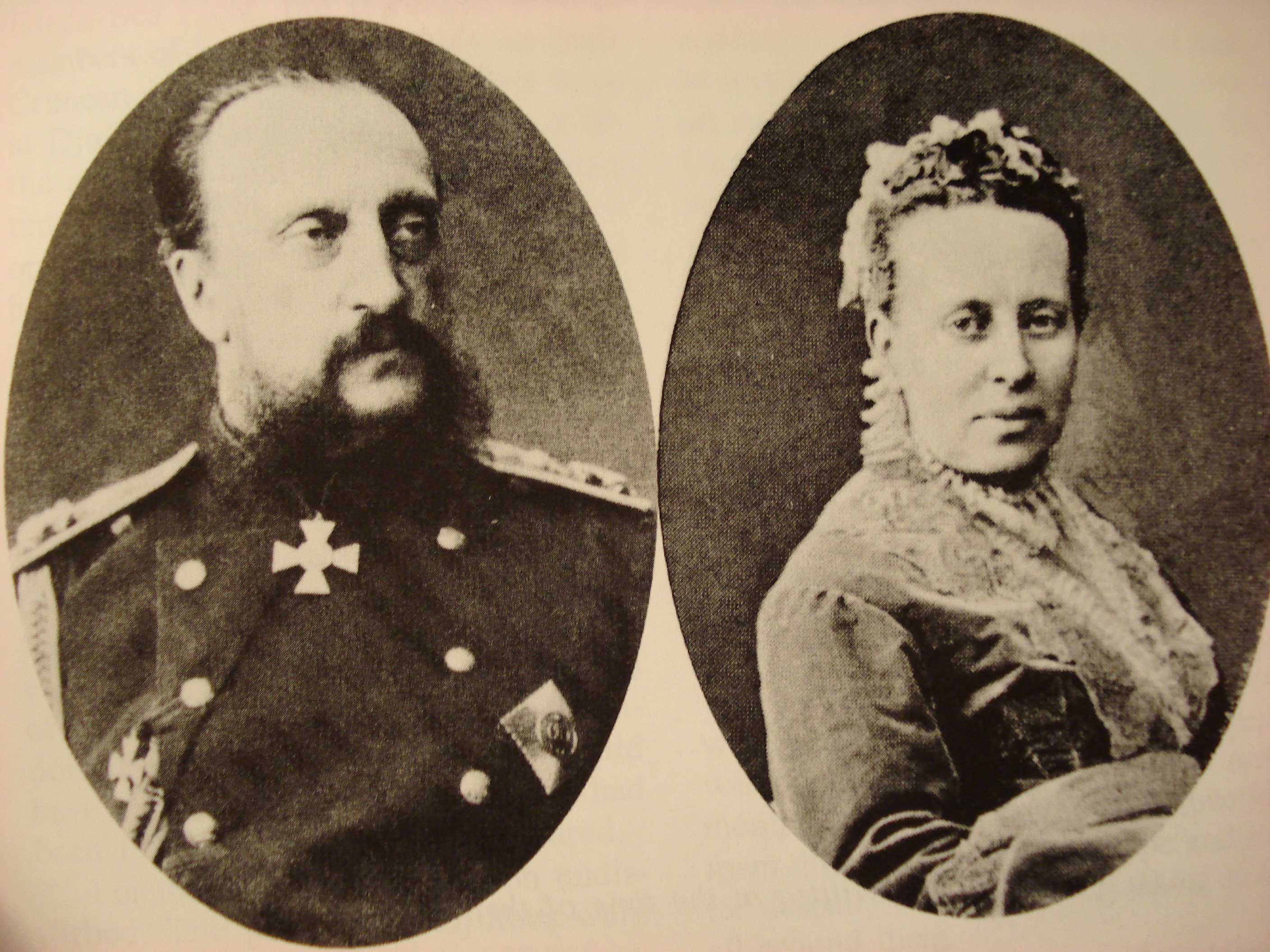
Il granduca Nicola e sua moglie Alessandra di Oldenburg.

Nikolaj Nikolaevič sposò, senza particolare gioia, la principessa Alessandra di Oldenburg (che da convertita all'ortodossia prese il nome di Aleksandra Petrovna) (1838-1900), figlia del duca Pietro di Oldenburg e della principessa Teresa di Nassau-Weilburg, sua cugina di secondo grado poiché suo padre era figlio di Ekaterina Pavlovna Romanova, figlia di Paolo I di Russia. La cerimonia nuziale si svolse a San Pietroburgo il 6 febbraio 1856. Alessandra era una donna normale e non sofisticata e la coppia presto scoprì di avere ben poche cose in comune.
Dopo solo quattro anni il granduca Nikolaj iniziò una lunga relazione con Catherine Chislova, una ballerina del teatro di Krasnoe Selo: la loro liason fu abbastanza nota e portò a cinque figli.
Il granduca, dopo alcune manovre per aumentare la classe sociale dell'amante, poté fare in modo che i figli avessero il cognome Nikolaev, concesso loro nel 1882 da Alessandro III. Negli anni precedenti lo zar Alessandro II fece finta di nulla ma raccomandò al fratello di essere più discreto.

### Ultimi anni
Nikolaj Nikolaevič era a Cannes con i due figli legittimi quando suo fratello Alessandro II venne assassinato: tornò subito in Russia nel marzo 1881 ma la salita al trono del nipote Alessandro III segnò l'inizio del declino del granduca. Il nuovo zar non aveva alcuna simpatia per lo zio viveur, il quale in fretta perse tutta la sua influenza e fu coinvolto nelle inchieste sui suoi traffici con le forniture militari. Quando il granduca provò a spiegare le sue azioni alla rivista Nouvelle Revue di Parigi nel 1880, attaccò in modo chiaro funzionari di governo e comandanti militari, venendo così rimosso dal suo comando. Alessandro III inoltre criticò la sua relazione extraconiugale.
Da allora Nikolaj Nikolaevič visse apertamente con l'amante e la moglie lo lasciò nel 1881, rifugiandosi a Kiev, senza però acconsentire al divorzio: i figli parteggiarono per la madre, ma continuarono a vivere a palazzo col padre. Caterina Chislova insistette coll'amante perché provvedesse a lei e ai loro figli, e per tali spese ben presto dovette ipotecare il Palazzo Nikolaevskij. Nel 1882 Nikolaj Nikolaevič fu posto sotto tutela per lo sperpero della sua fortuna e dovette iniziare a vivere come un privato gentiluomo in una casa modesta.

### Morte
Il granduca, visto che non poteva ottenere il divorzio, iniziò a sperare di sopravvivere alla moglie per sposare l'amante: fu invece questa a morire improvvisamente in Crimea, mentre la granduchessa Aleksandra Petrovna sopravvisse al marito nove anni. Poco dopo la morte dell'amante, Nikolaj si ammalò di un cancro alla bocca che premeva sul cervello. Iniziò a credere che tutte le donne lo desiderassero e durante un balletto attaccò un giovane ballerino che aveva scambiato per una donna. Nel 1890 fu dichiarato incapace di intendere e volere e confinato in Crimea dove, ad Alupka, morì nell'aprile 1891. La reputazione del granduca alla corte imperiale era minima e la sua morte non provocò grosse reazioni. Aveva sperperato tutta la sua notevole ricchezza ed il suo palazzo fu immediatamente messo in vendita per sanare i suoi grossi debiti.
Secondo Nina Berberova fu massone e martinista.

## Discendenza
Il granduca Nikolaj Nikolaevič e Alessandra di Oldenburg ebbero due figli:
- S.A.I il Granduca Nicola il Giovane, nel 1907 sposò la principessa Anastasia del Montenegro (1868-1935);
- S.A.I il Granduca Pëtr Nikolaevič, nel 1889 sposò la principessa Milica del Montenegro (1866-1951).

Dalla relazione extraconiugale con Catherine Chislova nacquero:
- Olga Nikolaevna Nikolaeva, (1868 - 1950), che sposò il principe Michael Cantacuzene;
- Vladimir Nikolaevič Nikolaev (1873 - 1942);
- Catherine Nikolaevna Nikolaeva (1874 - 1940);
- Nikolaj Nikolaevič Nikolaev (1875 -1902);
- Galina Nikolaevna Nikolaeva (1877 - 1878).

## Ascendenza
|                                   |                                  |                                           | Genitori                                               |  |  | Nonni |  |  | Bisnonni             |  |  | Trisnonni                          |  |
|                                   |                                  |                                           |                                                        |  |  |       |  |  | Pietro III di Russia |  |  | Carlo Federico di Holstein-Gottorp |  |
|                                   |                                  |                                           |                                                        |  |  |       |  |  | Pietro III di Russia |  |  | Carlo Federico di Holstein-Gottorp |  |
|                                   |                                  | Anna Petrovna Romanova                    |                                                        |  |  |       |  |  | Pietro III di Russia |  |  |                                    |  |
| Paolo I di Russia                 |                                  |                                           |                                                        |  |  |       |  |  | Pietro III di Russia |  |  |                                    |  |
|                                   |                                  | Caterina II di Russia                     | Cristiano Augusto di Anhalt-Zerbst                     |  |  |       |  |  |                      |  |  |                                    |  |
|                                   |                                  | Caterina II di Russia                     | Cristiano Augusto di Anhalt-Zerbst                     |  |  |       |  |  |                      |  |  |                                    |  |
|                                   |                                  | Caterina II di Russia                     | Giovanna di Holstein-Gottorp                           |  |  |       |  |  |                      |  |  |                                    |  |
| Nicola I di Russia                |                                  | Caterina II di Russia                     |                                                        |  |  |       |  |  |                      |  |  |                                    |  |
|                                   |                                  | Federico II Eugenio di Württemberg        | Carlo I Alessandro di Württemberg                      |  |  |       |  |  |                      |  |  |                                    |  |
|                                   |                                  | Federico II Eugenio di Württemberg        | Carlo I Alessandro di Württemberg                      |  |  |       |  |  |                      |  |  |                                    |  |
|                                   |                                  | Federico II Eugenio di Württemberg        | Maria Augusta di Thurn und Taxis                       |  |  |       |  |  |                      |  |  |                                    |  |
| Sofia Dorotea di Württemberg      |                                  | Federico II Eugenio di Württemberg        |                                                        |  |  |       |  |  |                      |  |  |                                    |  |
|                                   |                                  | Federica Dorotea di Brandeburgo-Schwedt   | Federico Guglielmo di Brandeburgo-Schwedt              |  |  |       |  |  |                      |  |  |                                    |  |
|                                   |                                  | Federica Dorotea di Brandeburgo-Schwedt   | Federico Guglielmo di Brandeburgo-Schwedt              |  |  |       |  |  |                      |  |  |                                    |  |
|                                   |                                  | Federica Dorotea di Brandeburgo-Schwedt   | Sofia Dorotea di Prussia                               |  |  |       |  |  |                      |  |  |                                    |  |
| Nikolaj Nikolaevič Romanov        |                                  | Federica Dorotea di Brandeburgo-Schwedt   |                                                        |  |  |       |  |  |                      |  |  |                                    |  |
|                                   | Federico Guglielmo II di Prussia | Augusto Guglielmo di Prussia              |                                                        |  |  |       |  |  |                      |  |  |                                    |  |
|                                   | Federico Guglielmo II di Prussia | Augusto Guglielmo di Prussia              |                                                        |  |  |       |  |  |                      |  |  |                                    |  |
|                                   | Federico Guglielmo II di Prussia | Luisa Amalia di Brunswick-Wolfenbüttel    |                                                        |  |  |       |  |  |                      |  |  |                                    |  |
| Federico Guglielmo III di Prussia | Federico Guglielmo II di Prussia |                                           |                                                        |  |  |       |  |  |                      |  |  |                                    |  |
|                                   |                                  | Federica Luisa d'Assia-Darmstadt          | Luigi IX d'Assia-Darmstadt                             |  |  |       |  |  |                      |  |  |                                    |  |
|                                   |                                  | Federica Luisa d'Assia-Darmstadt          | Luigi IX d'Assia-Darmstadt                             |  |  |       |  |  |                      |  |  |                                    |  |
|                                   |                                  | Federica Luisa d'Assia-Darmstadt          | Carolina del Palatinato-Zweibrücken-Birkenfeld         |  |  |       |  |  |                      |  |  |                                    |  |
| Carlotta di Prussia               |                                  | Federica Luisa d'Assia-Darmstadt          |                                                        |  |  |       |  |  |                      |  |  |                                    |  |
|                                   |                                  | Carlo II di Meclemburgo-Strelitz          | Carlo Ludovico Federico di Meclemburgo-Strelitz        |  |  |       |  |  |                      |  |  |                                    |  |
|                                   |                                  | Carlo II di Meclemburgo-Strelitz          | Carlo Ludovico Federico di Meclemburgo-Strelitz        |  |  |       |  |  |                      |  |  |                                    |  |
|                                   |                                  | Carlo II di Meclemburgo-Strelitz          | Elisabetta Albertina di Sassonia-Hildburghausen        |  |  |       |  |  |                      |  |  |                                    |  |
| Luisa di Meclemburgo-Strelitz     |                                  | Carlo II di Meclemburgo-Strelitz          |                                                        |  |  |       |  |  |                      |  |  |                                    |  |
|                                   |                                  | Federica Carolina Luisa d'Assia-Darmstadt | Giorgio Guglielmo d'Assia-Darmstadt                    |  |  |       |  |  |                      |  |  |                                    |  |
|                                   |                                  | Federica Carolina Luisa d'Assia-Darmstadt | Giorgio Guglielmo d'Assia-Darmstadt                    |  |  |       |  |  |                      |  |  |                                    |  |
|                                   |                                  | Federica Carolina Luisa d'Assia-Darmstadt | Maria Luisa Albertina di Leiningen-Dagsburg-Falkenburg |  |  |       |  |  |                      |  |  |                                    |  |
|                                   |                                  | Federica Carolina Luisa d'Assia-Darmstadt |                                                        |  |  |       |  |  |                      |  |  |                                    |  |